# Mediterranea juliae
Mediterranea juliae is een slakkensoort uit de familie van de Oxychilidae. De wetenschappelijke naam van de soort is voor het eerst geldig gepubliceerd in 1990 door Riedel.